# 17984 Ahantonioli
17984 Ahantonioli este un asteroid din centura principală de asteroizi.

## Descriere
17984 Ahantonioli este un asteroid din centura principală de asteroizi. A fost descoperit pe 10 mai 1999 la Socorro, New Mexico, în cadrul proiectului LINEAR. Asteroidul prezintă o orbită caracterizată de o semiaxă mare de 2,69 ua, o excentricitate de 0,14 și o înclinație de 3,1° în raport cu ecliptica.